# Lazarus Henckel von Donnersmarck (Diplomat)
Lazarus Graf Henckel von Donnersmarck (* 16. Januar 1817 in Breslau; † 30. September 1887 in Grambschütz) war ein preußischer Diplomat, Rittergutsbesitzer und Hofbeamter.

## Leben

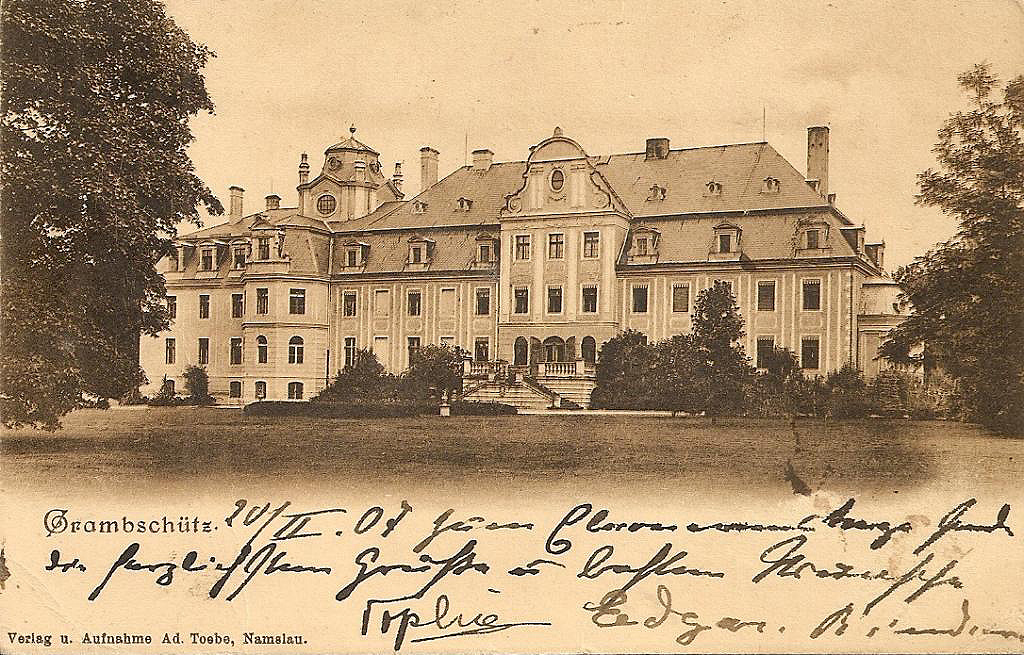
Schloss Grambschütz vor 1905

Lazarus Henckel von Donnersmarck wurde als Sohn des Grafen Lazarus Nepomuk Henckel von Donnersmarck (* 1792; † 1859) und der Lorette Gräfin Henckel von Donnersmarck-Beuthen (* 1792; † 1857) geboren. Nach dem Besuch des Vitzthum-Gymnasiums Dresden studierte er an den Universitäten Berlin und Bonn Rechts- und Kameralwissenschaften. 1837 wurde er Mitglied des Corps Borussia Bonn. Nach dem Studium trat er zunächst in den diplomatischen Dienst Preußens ein, wo er bei den Gesandtschaften in Madrid, Sankt Petersburg und London tätig war. 1857 schied er als Legationsrat a. D. aus dem Dienst aus und ließ sich als Rittergutsbesitzer auf Grambschütz im Landkreis Namslau nieder. Henckel von Donnersmarck war Landesältester des Kreises Namslau und königlicher Kammerherr.
Lazarus blieb ein aktiver Kirchenpatron, Rechtsritter des Johanniterordens, er war nicht verheiratet. Erbe wurde der Neffe Johannes Edgar Henckel von Donnersmarck (* 24. Juni 1861; † 17. Oktober 1911), liiert mit der Gräfin Sophie zu Stolberg-Stolberg-Brauna (* 31. Mai 1874; † 22. Januar 1945), gefolgt wiederum von Georg Graf Henckel von Donnersmarck.